# Londonska pogodba (1839)
Londonska pogodba z dne 19. aprila 1839, znana tudi (ne povsem pravilno) kot pogodba XXIV. členov, je prinesla mednarodno priznanje neodvisnosti Belgije in tudi določila njene meje.

## XXIV členi
Po belgijski revoluciji je 27. junija 1831 nova Belgija na londonski konferenci uspela pridobiti precej ugoden osnutek pogodbe, znan kot pogodba XVIII. členov. Po dolgih razpravah je narodni kongres 9. julija sprejel osnutek pogodbe in nekaj dni pozneje je Leopold I. ustavno prisegel kot kralj. Viljem I. je zavrnil sprejetje teh pogojev in začel sovražnosti. Desetdnevna kampanja je potekala od 2. do 12. avgusta 1831.
S tem so bila izsiljena nova pogajanja z velesilami, ki so bila precej manj naklonjene Belgiji. To je postala pogodba XXIV. členov, ki jo je belgijski parlament po burnih razpravah ponovno sprejel konec leta 1831. Velesile (Združeno kraljestvo, Francija, Avstrija, Prusija in Rusija ) so soglašale in šest pogodbenic je 15. novembra pristopilo k podpisu. Samo Viljem I. ga je zavrnil, zaradi česar se je status quo ohranil in Belgija je ostala v dejanski lasti celotnega Limburga (z izjemo Maastrichta - glej Blokada Maastrichta ) in celotnega Luksemburga (z izjemo Luksemburška trdnjava v rokah Prusije).
14. marca 1838 je Viljem I. obvestil konferenco v Londonu, da zdaj sprejema pogodbo. Ni si več delal iluzij, da bi lahko ponovno pridobil Belgijo, in na Nizozemskem je bil deležen velikih kritik zaradi visokih stroškov vzdrževanja vojske na vojni nogi. Leopold I. in belgijska vlada sta poskušala odkupiti sporna območja, vendar so oblasti ostale neomajne. XXIV. členi so bili spremenjeni le glede državnega dolga in šeldske mitnine, ozemeljska ureditev je ostala nespremenjena. Po burnih, celo dramatičnih razpravah v dvorani je 19. marca 1839 prišlo do glasovanja: 59 poslancev je glasovalo za sprejem in 42 za zavrnitev pogodbe.
Pogodba je bila podpisana v Londonu 19. aprila 1839: Maastricht z vzhodnim Limburgom in vzhodnim Luksemburgom ni pripadel Belgiji.
Druge posledice pogodbe so bile:
- Belgija je bila zdaj mednarodno priznana, priznala pa jo je tudi Nizozemska.
- Odslej v notranji belgijski politiki ni več prevladovala solidarnost proti sovražniku, tako imenovani unionizem; politična nasprotja med 'zelenimi' in 'zrelimi' (v sodobnem smislu: med naprednimi in konservativci) ali med klerikalci in liberalci so bila v celoti obravnavana.
- Oranžizem ni imel več razloga za obstoj in je postopoma izginil.

## Vsebina
Pogodba je med drugim vključevala:
- Nizozemska je (tako kot druge države) priznala neodvisnost Belgije .
- Belgija je morala Nizozemski prepustiti vzhodni del Limburga; je dobila status vojvodine v okviru Nemške zveze.
- Belgija je dobila pravico do IJzeren Rijn (Železnega Rena), železniške povezave skozi novonastali nizozemski Limburg.
- Člen IX. pod odstavkoma 3 in 4 ureja prost dostop iz Antwerpna do Rena. To je osnova poznejše pogodbe Scheldt-Rhine in ta del pogodbe je privedel do tega, da je bil prekop skozi Zuid-Beveland zaradi zajezitve Kreekraka z železniškim nasipom. Sedanja povezava Scheldt-Rhine poteka skoraj po isti poti kot pred pogodbo.
- Belgija je morala ostati nevtralna (7. člen).
- Belgija je dobila francosko govoreči zahodni del Luksemburga in deželo Arlon; vzhodni del je ostal povezan z Nizozemsko kot veliko vojvodstvo prek vladajočih članov hiše Orange v personalni uniji. Celoten Luksemburg je imel še vedno status samostojnega velikega vojvodstva v okviru Nemške zveze. Luksemburška zgodovina zato bolj verjetno pravi, da je bil zahodni del prepuščen Belgiji. Divizija velja za tretjo ligo Luksemburga . Ostala je krhka država s približno tretjino prvotnega ozemlja s polovico prebivalstva [1] v personalni uniji s Kraljevino Nizozemsko pod kraljem Velikim vojvodom Viljemom I. (in nato Viljemom II. in Viljemom III .). Ta ureditev je bila pozneje kodificirana v Londonski pogodbi (1867), [2] znani kot "druga londonska pogodba" po analogiji s pogodbo iz leta 1839. Osebna unija se je končala s smrtjo kralja velikega vojvode Viljema III. 23. novembra 1890, ker ni imel moških potomcev. Veliko vojvodstvo se je dedovalo po moški liniji. [3]
- Velika Britanija in Prusija sta zagotovili Belgiji nevtralnost in varnost.
- Prebivalci Belgije in Nizozemske so imeli svobodno izbiro, kateri narodnosti želijo pripadati.
- Nizozemska ni želela, da bi Belgija pridobila nadzor nad Zahodno Šeldo in je obdržala Zeeuws-Vlaanderen.
- Nizozemska je morala zagotoviti dostop do pristanišča Antwerpen preko Zahodne Šelde in omogočiti njegovo vzdrževanje.
- Za Belgijo je bilo treba dodati precej neugodno porazdelitev državnega dolga.

## Posledice

### Ime Kraljevine Nizozemske
Ko je pogodba stopila v veljavo, so zgodovinarji potegnili mejo med razpadom Kraljevina Združene Nizozemske in ustanovitvijo Kraljevine Nizozemske. V resnici ni bilo preimenovanja in država se je vedno imenovala Kraljevina Nizozemska. Trenutno uporabljena terminologija je torej ima in je imela le opisno funkcijo in ni imela pravne vrednosti.

### Prva svetovna vojna
Ko so Nemci 4. avgusta 1914 napadli Belgijo in s tem kršili njeno nevtralnost, so Britanci vztrajali pri svojem jamstvu in Nemškemu cesarstvu napovedali vojno v skladu s Casus Foderis. Po tem se je začela prva svetovna vojna .
Britanski veleposlanik je nemškega kanclerja Theobalda von Bethmanna Hollwega obvestil, da bo Združeno kraljestvo Nemčiji napovedalo vojno, če bo kršena nevtralnost Belgije. Kancler je zavpil, da ne more verjeti, da bo Velika Britanija napovedala vojno un chiffon de papier (... za kos papirja).
Za Britance so drugi argumenti veliko šteli: Nemčija s svojo rastočo mornarico ni smela pridobiti v last belgijskih pristanišč. 2. avgusta 1914 je cesar Viljem II. neuspešno prosil generala Helmutha von Moltkeja, naj opusti invazijo na Belgijo, da bi se izognil vojni z Britanijo.

### IJzeren Ren (Železni Ren)
Potem ko IJzeren Rijn (Železni Ren) več let ni bil izkoriščen, je Belgija ob koncu 20. stoletja želela to povezavo med pristaniščem Antwerpen in Porurjem ponovno vzpostaviti. Nizozemska je bila proti temu. Razsodba stalnega arbitražnega sodišča z dne 24. maja 2005 je na podlagi pogodbe razsodila v prid Belgije, kar pomeni, da je treba železniško progo znova odpreti.

### Zahodna Šelda
Dodelava pogodbe je Šeldska pogodba, ki je urejala pilotažo na Zahodni Šeldi.
V začetku marca 2005 sta Nizozemska in Flandrija sklenili pogodbo o poglobitvi Zahodne Šelde. Zaradi pravnih ugovorov, ki jih je moral rešiti nizozemski državni svet  je bila izvedba dolgo odložena, kar je povzročilo razočaranje v Flandriji in Belgiji. Odločba januarja 2010, s katero so bili pritožniki zavrnjeni, je omogočila začetek del (predvsem poglabljanja).

## Vredno vedeti
- Poslanca Bekaerta je med burno razpravo o potrditvi pogodbe zadela usodna možganska kap.